# Chemikal Underground
Chemikal Underground – niezależna brytyjska wytwórnia płytowa, założona w 1995 roku w Glasgow przez zespół The Delgados, specjalizująca się w wydawaniu płyt z muzyką spod znaku post-rocka, indie rocka i post-punk revival. Wydała albumy takich artystów jak: The Delgados, Arab Strap i Mogwai.

## Historia
Wytwórnia płytowa Chemikal Underground została założona w 1995 roku w Glasgow przez zespół The Delgados. Członkowie zespołu: Emma Pollock, Alun Woodward, Stewart Henderson i Paul Savage na założenie wydawnictwa przeznaczyli po 200 funtów z własnych oszczędności, po czym zaczęli wydawać zarówno własną muzykę, jak i muzykę przyjaciół z lokalnej sceny. Szkocja miała w tamtych czasach niewiele rentownych lub finansowo wypłacalnych wytwórni płytowych, do których zespoły mogłyby się zwrócić. Dla wielu młodych artystów, przemysł muzyczny, skoncentrowany na Londynie, był niedostępny. Jak wyjaśniał w wywiadzie dla Drowned in Sound jeden z założycieli zespołu, Alun Woodward, w Glasgow i okolicach było wówczas wiele dobrych, rokujących nadzieje zespołów więc członkowie pomyśleli, że własna wytwórnia mogłaby w tej sytuacji ułatwić ich zaistnienie na rynku muzycznym. Pierwszym wydawnictwem nowej wytwórni był singiel zespołu, „Monica Webster”/„Brand New Car”. Sukces wytwórni przyszedł niespodziewanie szybko, zarówno dzięki wsparciu NME i Melody Maker jak i udanemu występowi w programie Top of The Pops zespołu Bis (pierwszy występ zespołu niezwiązanego kontraktem nagraniowym w historii tego programu). W rezultacie wytwórnia zyskała pewność siebie i prestiż, założyła własne studio nagraniowe Chem19 tworząc nowe możliwości dla zespołów w całej Szkocji. Pierwszym dobrze sprzedającym się albumem Chemikal Underground był Young Team Mogwai, wydany w 1997 roku (i wznowiony w 2008 jako zremasterowany deluxe edition). Ugruntował on zarówno rentowność finansową wytwórni jak i jej wpływ na kulturę. W początkowym okresie swojej działalności wytwórnia wydała albumy takich artystów jak (wspomniane wyżej): The Delgados, Bis i Mogwai oraz Arab Strap, Cha Cha Cohen i Aereogramme.
W 2014 roku wytwórnia we współpracy z Glasgow 2014 Cultural Sector Open Fund zorganizowała letnią imprezę kulturalną East End Social, mającą być początkiem trwałego ożywienia kulturalnego Bridgeton, wschodniej dzielnicy Glasgow, gdzie znajdowała się jej siedziba.

Chemikal Underground to firma z Bridgeton. Mamy siedzibę we wschodniej części Glasgow i jesteśmy tu od dawna.

W 2016 roku irlandzki reżyser Niall McCann nakręcił film dokumentalny Lost in France, poświęcony niezależnej scenie muzycznej lat 90. w Szkocji, której przewodziła Chemical Underground. W filmie pojawili się The Delgados, Bis, Mogwai, Arab Strap, Franz Ferdinand i inni znaczący artyści. Film został zaprezentowany w 2017 roku w ramach Glasgow Film Festival. W tym samym roku ukazał się na DVD. 

## Wyróżnienia
Albumy RM Hubberta i Aidana Moffata zdobyły nagrody szkockiego albumu roku (Scottish Album of the Year Award), natomiast album The Great Eastern The Delgados był  nominowany do nagrody Mercury Prize.

## Artyści
Lista według Discogs:

- Adrian Crowley
- Aereogramme
- Aidan Moffat
- Aidan Moffat & The Best-Ofs
- Alun Woodward
- Arab Strap
- Bill Wells & Aidan Moffat
- Bis
- Cha Cha Cohen
- Conquering Animal Sound
- De Rosa
- The Delgados
- El Hombre Trajeado
- Emma Pollock
- Found
- The Fruit Tree Foundation
- Holy Mountain
- Interpol
- Kid Loco
- King's Daughters & Sons
- Loch Lomond
- Magoo
- Malcolm Middleton
- Miaoux Miaoux
- Mogwai
- Mother and the Addicts
- Okkervil River
- Panico
- The Phantom Band
- Radar Bros.
- Rick Redbeard
- RM Hubbert
- Roky Erickson
- Sister Vanilla
- Sluts of Trust
- Sound of Yell
- The Unwinding Hours
- Zoey Van Goey